# Mýtus Cthulhu

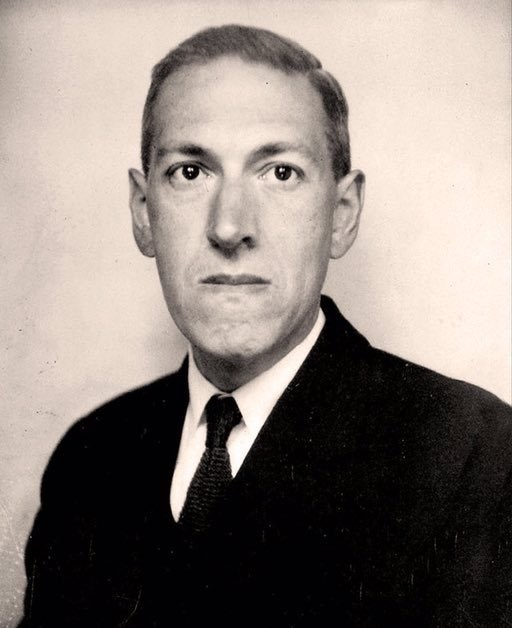
Fotografie H. P. Lovecrafta z roku 1934

Mýtus Cthulhu je fiktivní mytologie stvořená H. P. Lovecraftem, jeho žáky, spoluautory, přáteli a pokračovateli, jako např. R. E. Howardem, Neilem Gaimanem, C. A. Smithem či Stephenem Kingem. Základní prvky mytologie se vyskytují již v Lovecraftově prvotině Dagon a mnoha následujících dílech, jako pomyslné body počátku se řadí povídky Nyarlathotep a Volání Cthulhu.

## Koncepce

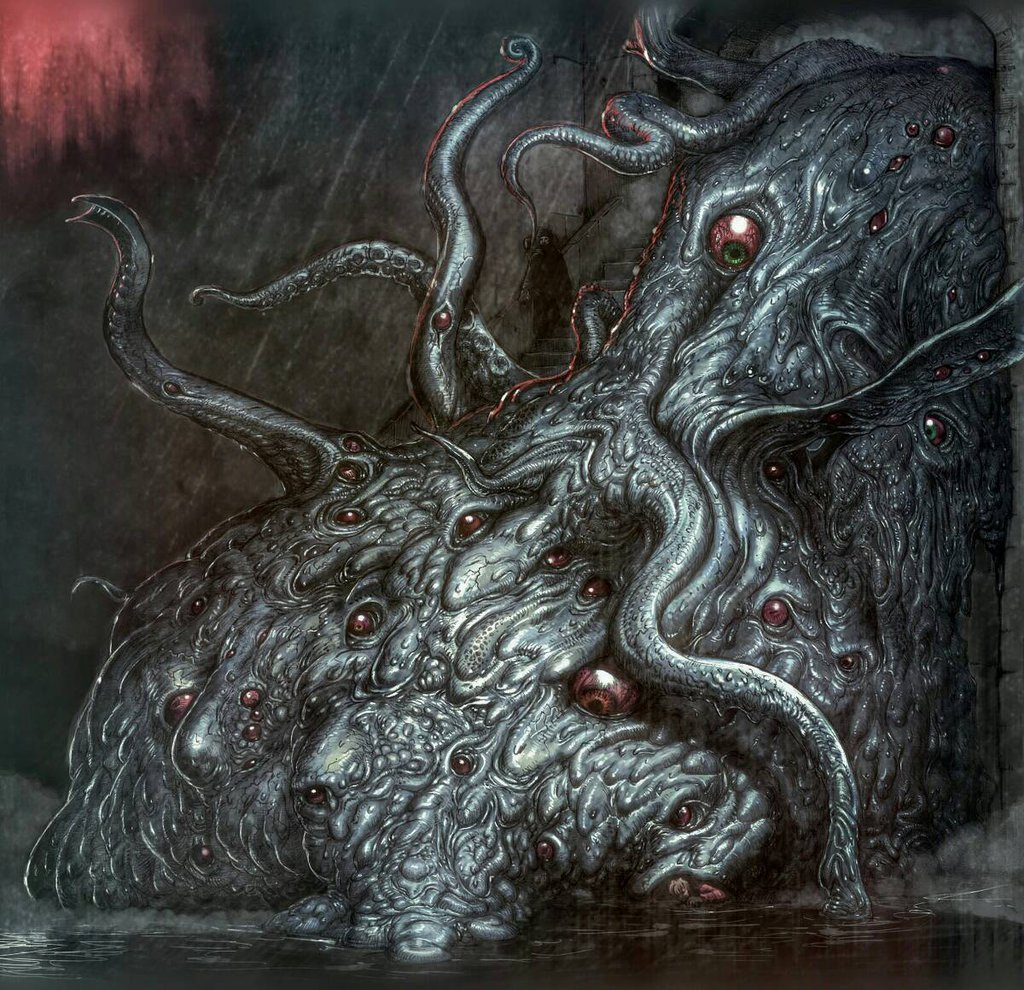
Shoggoth, fan art

Hlavní myšlenka Mýtu Cthulhu se nachází v existenci nelidských, předlidských, případně mimozemských ras bytostí na naší planetě. Pro používání motivu mimozemšťanů se Lovecraft inspiroval zřejmě knihami Ch. Forta a svou vlastní zálibou ve vědách, včetně astronomie. V Lovecraftově díle se vyskytuje postupný přechod ve vnímání těchto bytostí, od takřka démonického a xenofobního, až po jejich prezentaci coby cizorodé obdoby člověka, stvořitelů života a bytostí, které byly člověkem nepochopeny kvůli své zvláštnosti. Vzhledem k existenci velkého množství roztodivných mimozemských a nelidských ras se jejich charakteristika různí, některé jsou i hmotou a biologií nepodobné ničemu pozemskému a jiné se pozemskému životu podobají i vnějšími rysy a případně jsou pozemskému životu příbuzné, nebo jej dokonce stvořily. Postoj ras Mýtu Cthulhu k člověku je též různý od lhostejnosti, přes nepřátelství, až po vědecký zájem. Sem patří například Létající polypy, Shoggoth, Hmyz ze Shaggai, Mi-Go, Cthulhi, Starší, Velká rasa Yith a Hlubinní.

## Kosmická božstva
Součástí Lovecraftovy mytologie jsou i roztodivná božstva, jejichž povaha připomíná spíše kosmické síly, i když určitá díla prozrazují rysy bytostí a například nedokončená povídka Azathoth předpokládala antropomorfickou podobu božstva, což je způsobeno zřejmě Lovecraftovou inspirací ve snech, démonologii (západní okultismus obecně) a folkloru. Tato božstva jsou v Mýtu Cthulhu uctívána nelidskými rasami, mimozemskými bytostmi, ale mají i lidské ctitele, jako například okultisty. Jako božstva jsou brány i bytosti u nichž se předpokládá původ mezi nelidskými bytostmi, jako matka Hydra a otec Dagon, nebo Velký Cthulhu, o nichž se obvykle hovoří, jako o abnormálně mocných a velkých zástupcích hlubinných a Cthulhi. Mezi nejznámější „klasická“ božstva Mýtu Cthulhu patří Azathoth (nemyslící, slepý chaos vířící v centru nekonečna), Shub Niggurath (Černá koza z lesů s tisícem mladých), Nyarlathotep (Černý muž s rohy s tisícem tváří), nebo Hastur (Král ve žlutém). Existují zvláštní skupiny božstev, například Druzí bohové či bohové Kadathu z Lovecraftova Snového cyklu; Starší bohové, kteří vypudili Pradávné (Prastaré či Létající polypy). Následovníci Mýtu Cthulhu často ne zcela pochopili Lovecraftův mýtus, vzali z něj jen určité prvky, nebo na jeho kostře postavili vlastní mytologii.

## Mýtus Cthulhu a okultismus
Lovecraft byl velmi skeptický vůči všem formám ezoteriky a okultismu, ale přesto se znal a přátelil s několika okultisty. Ve svých hororech užíval někdy okultní prvky, jako například v Případu Ch.D.Warda, kde cituje mimo jiné též Eliphase Léviho a Raymonda Lula. U Lovecrafta se setkáváme s přechodovými příběhy, kde se mísí motivy moderní vědy (nebo sugestivně podané pseudovědy) s okultismem, magií a navíc mimozemských bytostí, které vycházejí ze stínu nadpřirozených bytostí, rarachů a démonů středověku a odhalují svou skutečnou povahu a podstatu. Příběhy jako Sny v čarodějnickém domě či Hrůza v Dunwichi dávají čtenáři tušit, že magie je formou skrytého vědění ukrytého v pověrečné slupce a stejně tak jsou služebníci čarodějů, nadpřirozené bytosti a démoni čímsi přirozeným a cizorodějším, než si dokázali prostí lidé v dávných dobách představit. Světoznámý je v tomto směru motiv Necronomiconu. Lovecraftovo dílo ostatně představuje přechod od staré makabrózní prózy po moderní horror. Lovecraft však postupně odsunul motiv okultní patiny do pozadí. Někteří Lovecraftovi následovníci se však chopili právě tohoto okultního prvku a rozvíjeli jej ve svých vlastních příbězích Mýtu Cthulhu. Mýtus Cthulhu se ostatně stal velmi populárním mezi okultisty a ti jej později využili pro tvorbu grimoárů, rituálů, okultních řádů a nové magické tradice.